# Đường đẳng phí
Đường đẳng phí, trong kinh tế học vi mô, là tập hợp các mức chi phí không đổi mà doanh nghiệp bị ràng buộc khi tìm cách kết hợp các yếu tố sản xuất (đầu vào) để sản xuất ra mức sản lượng lớn nhất.
Giả thiết:

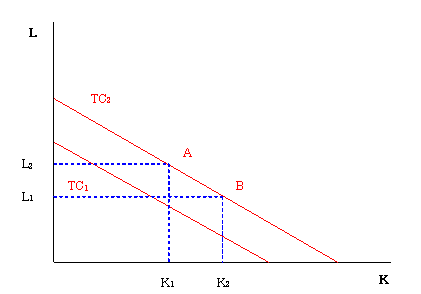
Một bản đồ đẳng phí.

- Doanh nghiệp chỉ sử dụng hai yếu tố sản xuất là lao động và vốn. Lượng lao động được sử dụng là L và lượng vốn được sử dụng là K
- Giá cả của các yếu tố sản xuất trên là cố định, và lần lượt là w và r.
- Tổng chi phí sản xuất là TC (= wL + rK) và giá trị này là cố định.

Khi đó, đường đẳng phí là một đường ngang dốc xuống phía phải trong một trục tọa độ mà mỗi trục là một tập hợp các mức sử dụng một trong hai yếu tố sản xuất. Trên cùng một đường đẳng phí, các mức sử dụng đầu vào có thể khác nhau, nhưng chi phí vẫn bằng nhau, như trường hợp điểm A và điểm B. Độ dốc của đường đẳng phí chính bằng giá trị tuyệt đối giữa giá cả của 2 yếu tố sản xuất. Độ dốc này mang giá trị âm, vì tăng sử dụng yếu tố này sẽ phải bớt sử dụng yếu tố còn lại.
Một tập hợp các đường đẳng phí gọi là bản đồ đẳng phí. Đường đẳng phí càng xa gốc tương ứng với mức tổng chi phí càng lớn.
Vấn đề mà doanh nghiệp cần giải quyết chính là tìm ra điểm kết hợp tối ưu các mức sử dụng 2 yếu tố sản xuất để với một mức chi phí cho trước có thể sản xuất ra mức sản lượng lớn nhất (đồng nghĩa với mức lợi nhuận lớn nhất). Điểm đó chính là tiếp điểm giữa đường đẳng phí và đường đẳng lượng.